# 47 Tucanae
47 Tucanae (též NGC 104, ξ Tucanae či Caldwell 106) je jasná kulová hvězdokupa v souhvězdí Tukana. V roce 1751 ji objevil francouzský astronom Nicolas-Louis de Lacaille. Nachází se ve vzdálenosti 14 700 světelných let od Země. Jedná se o druhou nejjasnější kulovou hvězdokupu po Omega Centauri. Její průměr je 120 světelných let. Označení 47 Tucanae nepochází z Flamsteedova katalogu, ale z málo známého katalogu "Allgemeine Beschreibung und Nachweisung der Gestirne nebst Verzeichniss", který vydal v roce 1801 Johann Elert Bode.

## Pozorování

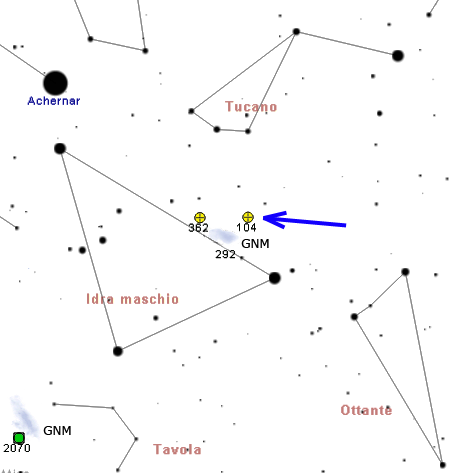
Poloha 47 Tucanae (NGC 104) v souhvězdí Tukana

Na obloze se nachází v jihovýchodní části souhvězdí, pouze pár stupňů západně od Malého Magellanova oblaku. Při své magnitudě 4 je viditelná pouhým okem. 3° severovýchodním směrem leží kulová hvězdokupa NGC 362 a 35' severně se nachází nejjasnější kulová hvězdokupa Malého Magellanova oblaku s názvem NGC 121.

## Historie pozorování
Tento objekt byl díky své velké jasnosti nejprve považován za hvězdu. Kvůli její velké jižní deklinaci hvězdokupa unikala pozornosti evropských pozorovatelů. Až v roce 1751 rozeznal Nicolas-Louis de Lacaille, že jde o mlhavý objekt, ale považoval ji za jádro jasné komety.
V květnu 2015 bylo v této hvězdokupě vůbec poprvé pozorováno probíhající hmotové rozdělení.

## Vlastnosti
47 Tucanae je na obloze druhá nejjasnější kulová hvězdokupa (jasnější je pouze Omega Centauri) a vyznačuje se velmi jasným a hustým středem. Je to také jedna z nejhmotnějších kulových hvězdokup v Galaxii, obsahuje miliony hvězd. Za vhodných pozorovacích podmínek je zdánlivý rozměr hvězdokupy na obloze srovnatelný s rozměrem Měsíce v úplňku. Na obloze zdánlivě sousedí s Malým Magellanovým oblakem, který se ovšem nachází ve více než desetinásobné vzdálenosti (kolem 200 000 světelných let).
Jádro hvězdokupy bylo předmětem velkého hledání exoplanet, když Hubbleův vesmírný dalekohled hledal částečná zatmění hvězd jejich planetami. Nebyla ovšem nalezena žádná exoplaneta, i když se na základě četnosti exoplanet u hvězd v okolí Slunce předpokládalo, že jich bude nalezeno 10 až 15. Z toho se dá usoudit, že se planety v kulových hvězdokupách vyskytují pouze vzácně.
Také následné pozemní pozorování řidších vnějších oblastí hvězdokupy nedokázalo najít žádné planety, i když zde opět byly očekávány. Předpokládá se tedy, že nedostatek exoplanet v kulových hvězdokupách není způsoben velkým zhuštěním v jejich středu, ale spíše nízkou metalicitou prostředí.
Hustý střed hvězdokupy obsahuje mnoho zvláštních hvězd, kterými se zabývají vědci. Hvězdy v kulových hvězdokupách jsou často uspořádané tak, že se nejhmotnější hvězdy vyskytují v jejich středu.
47 Tucanae ve svém středu obsahuje přinejmenším 21 modrých opozdilců.
Obsahuje také stovky zdrojů rentgenového záření, mezi nimiž jsou dvojhvězdy se zvýšenou činností v chromosféře, kataklyzmické proměnné hvězdy (bílí trpaslíci nasávající hmotu od druhé hvězdy v dvojhvězdném systému) a málo hmotné rentgenové dvojhvězdy, obsahující neutronovou hvězdu, která v současnosti nehromadí další hmotu, ale může být pozorována pomocí rentgenového záření vyzařovaného z jejího horkého povrchu.
Ve hvězdokupě je známo 25
milisekundových pulzarů, což je druhý nejvyšší počet pulzarů ze všech známých kulových hvězdokup.
O takových pulzarech se předpokládá, že je roztočila akrece hmoty z jejich hvězdného společníka v předchozí fázi rentgenové dvojhvězdy. Společník jednoho z těchto pulzarů, který má označení 47 Tucanae W, pravděpodobně ještě stále posílá svou hmotu směrem k neutronové hvězdě, což by dokazovalo, že tato soustava dokončuje přechod z rentgenové dvojhvězdy na milisekundový pulzar.
Rentgenová observatoř Chandra zjistila přítomnost rentgenového záření u většiny milisekundových pulzarů v 47 Tucanae a pravděpodobně jde o záření z povrchu neutronové hvězdy.
Družice Fermi pak u těchto pulzarů zjistila také přítomnost záření gama a 47 Tucanae se tak stala první kulovou hvězdokupou, u které bylo záření gama objeveno.
Dne 9. února 2017 byla publikována zpráva o důkazu existence středně hmotné černé díry (IMBH, Intermediate-Mass Black Hole) v centru hvězdokupy. Je prvním potvrzeným zástupcem svého druhu. Odhad její hmotnosti činí 2200-násobek hmotnosti Slunce. Předchozí vymezení hmoty předpokládané černé díry bylo provedeno na základě pozorování Hubbleovým vesmírným dalekohledem, které její velikost určilo původně na méně než 1 500 hmotností Slunce.

## Galerie obrázků

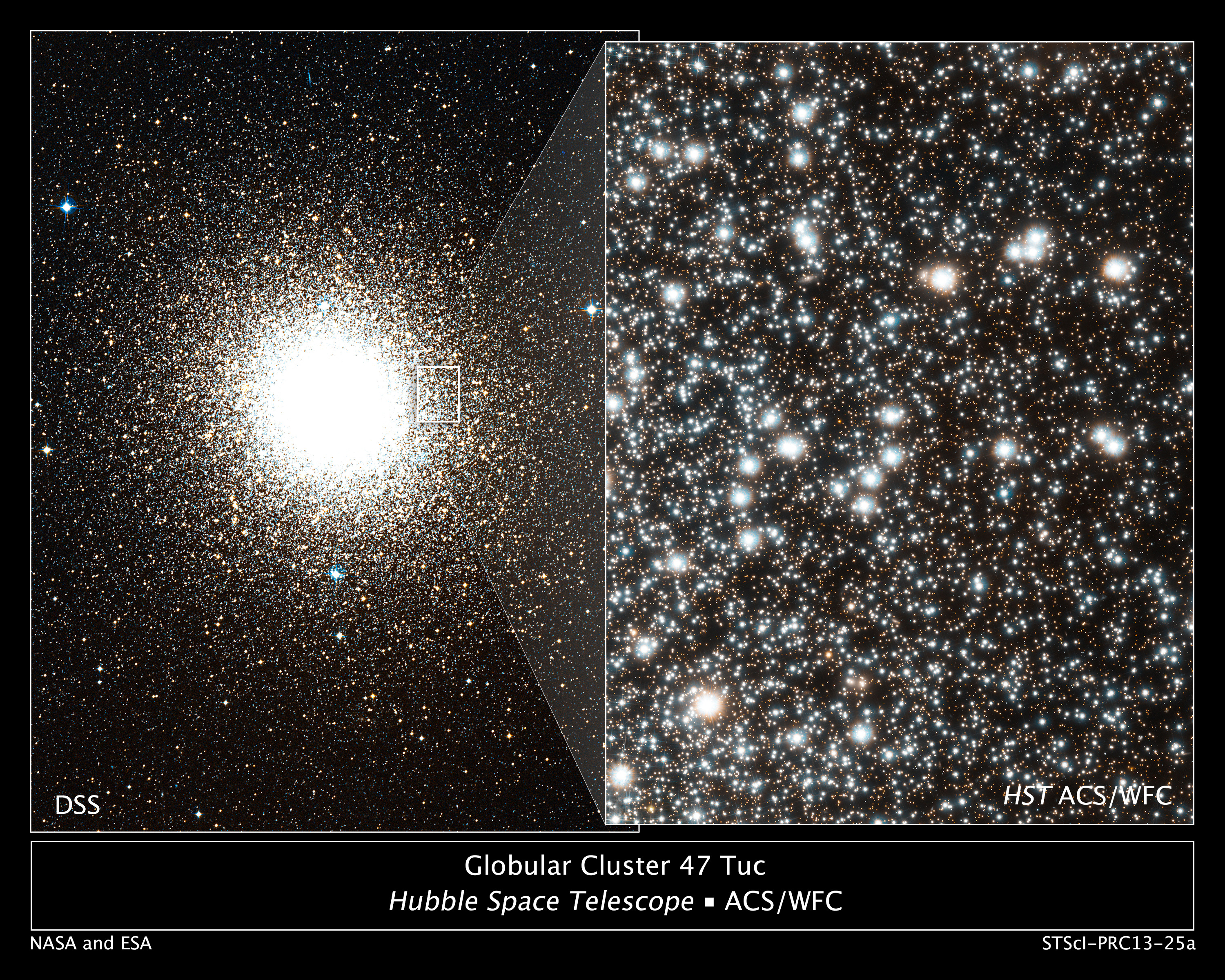
Důkaz různých populací hvězd.
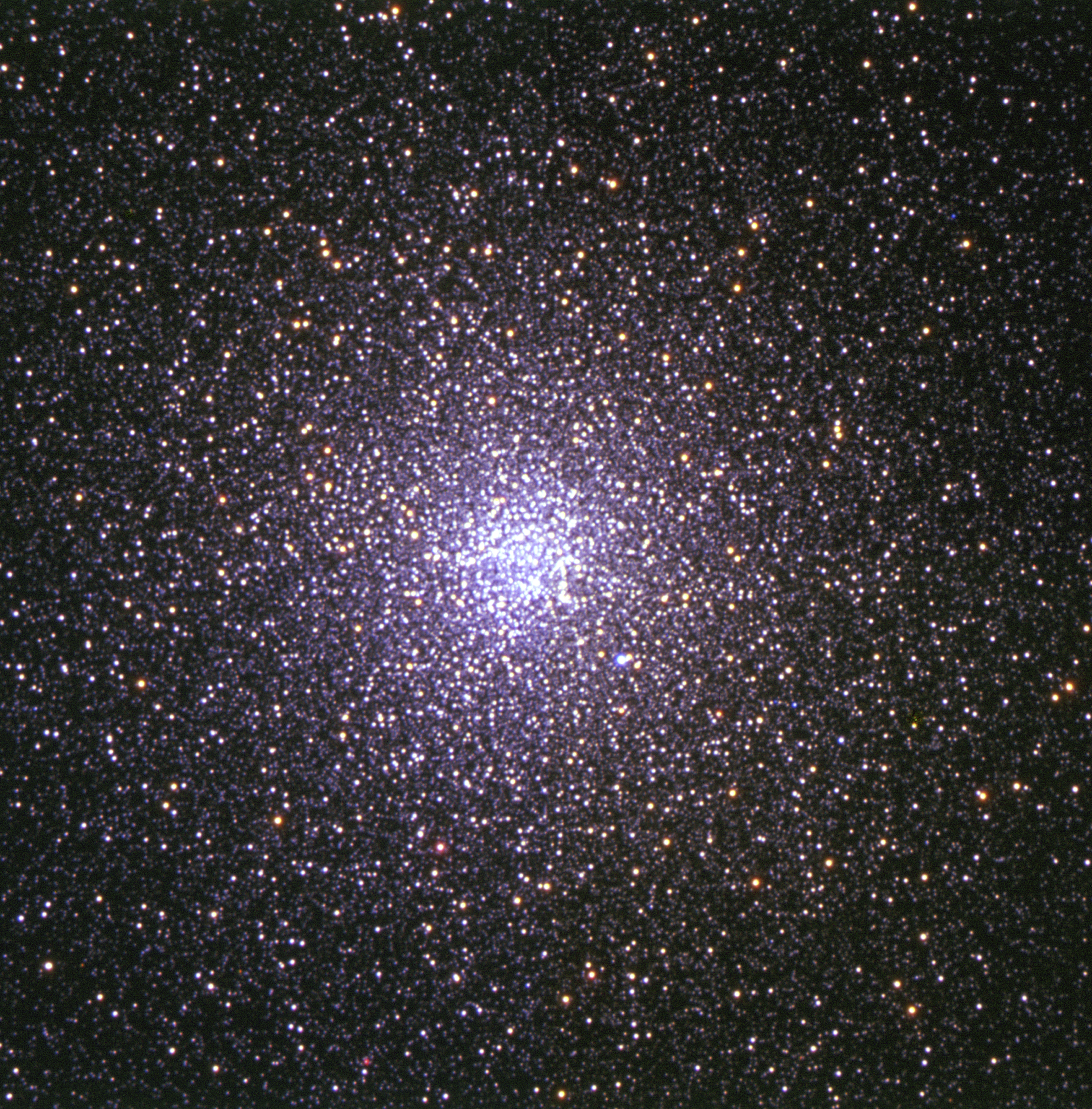
Kulová hvězdokupa 47 Tucanae. Autor: ESO.
- Prohlídka širokého okolí Malého Magellanova oblaku.